# Fritz E. Dreifuss
Fritz E. Dreifuss, MD (20 de enero de 1926 - 18 de octubre de 1997) fue un neurólogo estadounidense nacido en Alemania y educado en Nueva Zelanda y subespecialista en epilepsia con sede en la Universidad de Virginia en Charlottesville, Virginia, EE. UU.